# Northrop M2-F2
El Northrop M2-F2 fue un fuselaje sustentador pesado, basado en los estudios de los centros de investigación Ames y Langley de la NASA, y construido por la Northrop Corporation en 1966.

## Desarrollo
El éxito del programa M2-F1 de Dryden originó el desarrollo y la construcción por la NASA de dos fuselajes sustentadores pesados, basados en los estudios de los centros de investigación Ames y Langley de la NASA (el M2-F2 y el HL-10, ambos construidos por la Northrop Corporation). La "M" se refiere a "manned" (tripulado) y la "F" a versión de "vuelo" (flight). "HL" viene de "aterrizaje horizontal" (horizontal landing) y el "10" es el décimo modelo de fuselaje sustentador investigado por Langley.
El M2-F2 realizó su primer vuelo cautivo (acoplado al avión nodriza B-52 durante el vuelo) el 23 de marzo de 1966.
El primer vuelo del M2-F2 (que se parecía mucho al M2-F1) fue el 12 de julio de 1966. Milton O. Thompson fue el piloto.
Para entonces, el mismo B-52 usado para lanzar en vuelo el famoso avión cohete de investigación X-15, fue modificado para llevar también los fuselajes sustentadores. Thompson fue lanzado desde el montaje pilón alar del B-52 a una altitud de 45.000 pies (13.700 m) en aquel primer vuelo de planeo. Alcanzó una velocidad de planeo de alrededor de 720 km/h.

## Operadores
Estados Unidos
- NASA

## Historia operacional

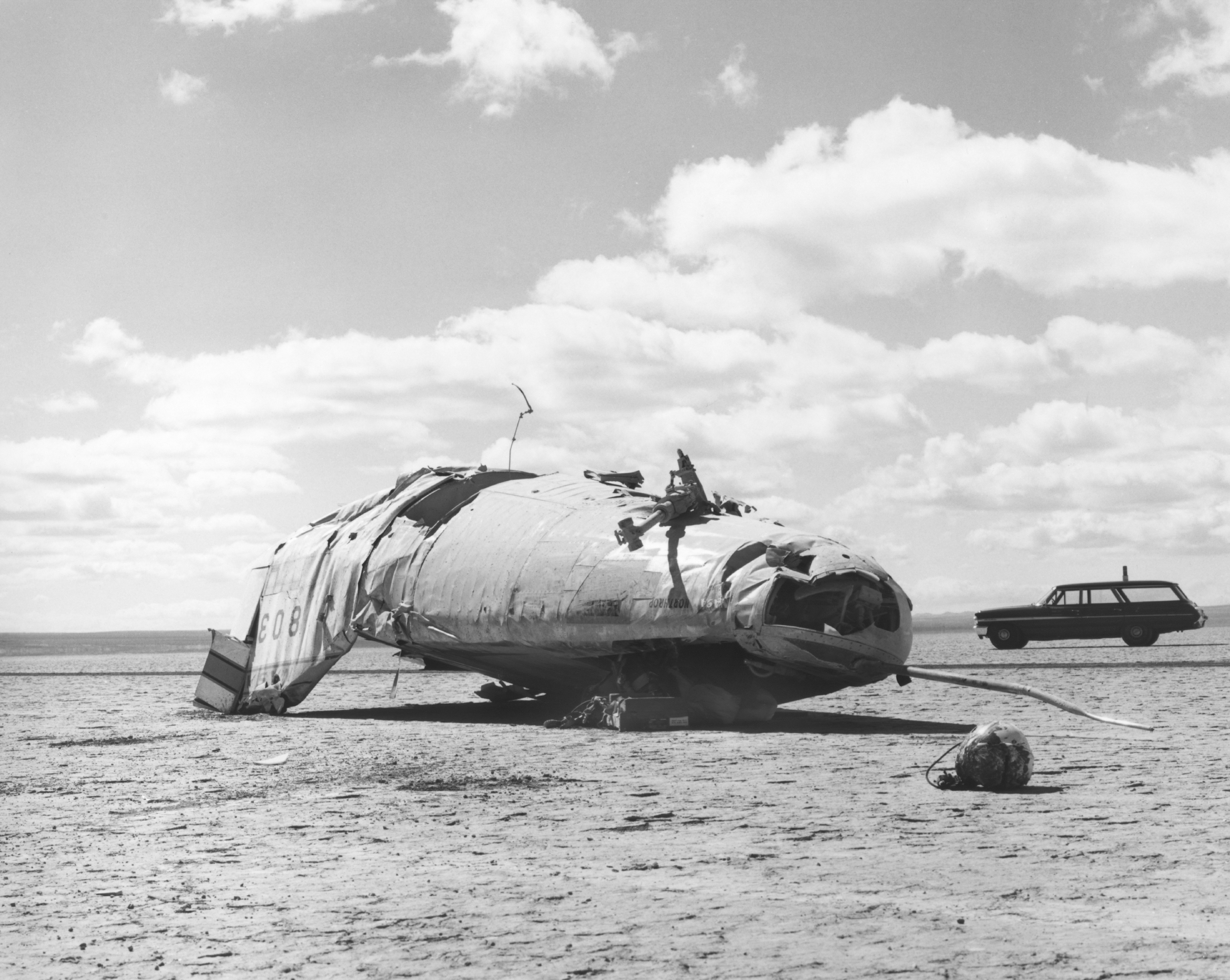
El sitio del accidente del M2-F2.

Antes de se emprendieran vuelos propulsados, se realizaron una cantidad de vuelos de planeo. El 10 de mayo de 1967, el decimosexto y último vuelo de planeo acabó en desastre cuando el vehículo se estrelló contra el lecho del lago al aterrizar. Con el piloto de pruebas Bruce Peterson a los mandos, el M2-F2 sufrió una oscilación inducida por el piloto (PIO) cuando se acercaba al lecho del lago. La esencia de este problema fue el hecho de que las alas del M2-F2 (esencialmente el cuerpo del avión) producían considerablemente menos control de alabeo que la mayoría de los aviones. Esto resultó en menos fuerza disponible para el piloto para controlar el alabeo del avión. Como consecuencia, cuando Peterson intentó realizar maniobras de alabeo, la respuesta del vehículo fue sustancialmente menor que la esperada, lo que le llevó a una sensación "blanda" de este control, que a menudo produce una PIO en el eje de alabeo (Fuente: entrevista con Bruce Peterson, 1980). El vehículo alabeó de lado a lado en vuelo mientras que él intentaba recuperar el control. Peterson lo recuperó, pero luego observó a un helicóptero de rescate que parecía representar una amenaza de colisión. Distraído, Peterson derivó en un viento cruzado hacia un área sin marcar del lecho del lago donde era muy difícil determinar la altura sobre el suelo por la falta de guías (las marcas dispuestas en la pista del lecho del lago).
Peterson disparó los cohetes de aterrizaje para disponer de sustentación adicional, pero golpeó el lecho del lago antes de que el tren de aterrizaje estuviera totalmente abajo y bloqueado. El M2-F2 dio seis vueltas de campana, quedando boca abajo. Sacado del vehículo por Jay King y Joseph Huxman, Peterson fue llevado rápidamente al hospital de la base, transferido al Hospital de la March Air Force Base y luego al Hospital de la UCLA. Se recuperó, pero perdió la visión del ojo derecho debido a una infección de estafilococos.
Partes del fotometraje del M2-F2, incluyendo el espectacular accidente al aterrizar de Peterson, fueron usadas en la serie de TV de 1973 El hombre de los seis millones de dólares, aunque algunas secuencias de los créditos iniciales de la serie mostraban al posterior modelo HL-10, durante su suelta desde su avión nodriza, un B-52 modificado.
Cuatro pilotos volaron el M2-F2 en sus 16 vuelos de planeo. Fueron Milton O. Thompson (cinco vuelos), Bruce Peterson (tres vuelos), Don Sorlie (tres vuelos), y Jerry Gentry (cinco vuelos).
Los pilotos e investigadores de la NASA se dieron cuenta de que el M2-F2 tenía problemas de control lateral, incluso a pesar de que disponía de un sistema de aumento de estabilidad. Cuando el M2-F2 fue reconstruido en Dryden y redesignado M2-F3, fue modificado con una tercera aleta vertical adicional (centrada entre las aletas de fin de ala, para mejorar las características de control).
El M2-F2/F3 fue el primero de los fuselajes sustentadores pesados de configuración de entrada. Su exitoso desarrollo como vehículo de pruebas de investigación respondió muchas de las cuestiones genéricas acerca de estos vehículos.

## Vuelos del M2-F2
- NASA M2-F2 - NASA 803, 16 vuelos sin motor.

| Vuelo del Vehículo # | Fecha                    | Piloto   | Mach  | Velocidad (km/h) | Altitud (metros) | Duración | Comentarios |
| -------------------- | ------------------------ | -------- | ----- | ---------------- | ---------------- | -------- | --- |
| M2-F2 #1             | 12 de julio de 1966      | Thompson | 0,646 | 727              | 13.716           | 00:03:37 | Primer vuelo del M2-F2 . Planeo sin motor. Aterrizaje a 320 km/h. |
| M2-F2 #2             | 19 de julio de 1966      | Thompson | 0,598 | 634              | 13.716           | 00:04:05 | Planeo sin motor. Determinación de características de control de estabilidad lateral, compensación longitudinal, prestaciones del vehículo y aterrizaje.                                                    |
| M2-F2 #3             | 12 de agosto de 1966     | Thompson | 0,619 | 692              | 13.716           | 00:04:38 | Planeo sin motor. Determinar efecto del incremento del número Mach, requisitos mínimos de los propulsores, pruebas de estabilidad y control longitudinal y lateral.                                         |
| M2-F2 #4             | 24 de agosto de 1966     | Thompson | 0,676 | 718              | 13.716           | 00:04:01 | Planeo sin motor. Determinar requisitos de control de los propulsores, proporción de sustentación-resistencia, respuesta de los elevones, efectividad de los flaps, y control y estabilidad longitudinales. |
| M2-F2 #5             | 2 de septiembre de 1966  | Thompson | 0,707 | 750              | 13.716           | 00:03:46 | Planeo sin motor. Evaluar la aproximación elevada en 360 grados, determinar las cualidades de control de manejo de los propulsores.                                                                         |
| M2-F2 #6             | 15 de septiembre de 1966 | Peterson | 0,705 | 750              | 13.716           | 00:03:30 | Planeo sin motor. Chequeo del piloto. |
| M2-F2 #7             | 20 de septiembre de 1966 | Sorlie   | 0,635 | 678              | 13.716           | 00:03:31 | Planeo sin motor. Chequeo del piloto. |
| M2-F2 #8             | 22 de septiembre de 1966 | Peterson | 0,661 | 702              | 13.716           | 00:03:53 | Planeo sin motor. Estabilidad longitudinal y lateral y control con los propulsores. |
| M2-F2 #9             | 28 de septiembre de 1966 | Sorlie   | 0,672 | 713              | 13.716           | 00:03:53 | Planeo sin motor. Completar chequeo del piloto y extender la envolvente de vuelo. |
| M2-F2 #10            | 5 de octubre de 1966     | Sorlie   | 0,615 | 692              | 13.716           | 00:03:45 | Planeo sin motor. Explorar estabilidad lateral y longitudinal y características de control con los propulsores encendidos y apagados.                                                                       |
| M2-F2 #11            | 12 de octubre de 1966    | Gentry   | 0,662 | 702              | 13.716           | 00:03:54 | Planeo sin motor. Chequeo del piloto. |
| M2-F2 #12            | 26 de octubre de 1966    | Gentry   | 0,605 | 642              | 13.716           | 00:03:47 | Planeo sin motor. Obtener datos de estabilidad y control en ángulos de ataque de 7 y 11 grados y efectividad de flaps arriba.                                                                               |
| M2-F2 #13            | 14 de noviembre de 1966  | Gentry   | 0,681 | 716              | 13.716           | 00:04:21 | Planeo sin motor. Probar estabilidad y control, determinar características de las prestaciones del vehículo.                                                                                                |
| M2-F2 #14            | 21 de noviembre de 1966  | Gentry   | 0,695 | 735              | 13.716           | 00:03:50 | Planeo sin motor. Probar estabilidad y control, determinar características de las prestaciones del vehículo.                                                                                                |
| M2-F2 #15            | 2 de mayo de 1967        | Gentry   | 0,623 | 661              | 13.716           | 00:03:51 | Planeo sin motor. |
| M2-F2 #16            | 10 de mayo de 1967       | Peterson | 0,612 | 649              | 13.716           | 00:03:43 | Planeo sin motor. Accidente en el aterrizaje |

## Especificaciones (M2-F2)

### Características generales
- Tripulación: Un piloto.
- Longitud: 6,76 m
- Envergadura: 2,94 m
- Altura: 2,89 m
- Superficie alar: 14,9 m²
- Peso vacío: 2095 kg
- Peso cargado: 2722 kg
- Peso máximo al despegue: 3395 kg
- Planta motriz: 1× Motor cohete de cuatro cámaras Reaction Motors Upgraded XLR-11.
  - Empuje normal: 36 kN (8000 lbf) de empuje.

### Rendimiento
- Velocidad nunca excedida (Vne): Mach 0,707
- Alcance: 16 km
- Techo de vuelo: 13700 m (45000 pies)
- Carga alar: 196 kg/m²
- Empuje/peso: 1,3

### Aeronaves similares
- Martin-Marietta X-24
- NASA M2-F1
- Northrop M2-F3
- Northrop HL-10